# Cobra cracheur
Taxons concernés
- Famille :
  - Elapidae
- Genres :
  - Naja (dont des cobras cracheurs)
  - Hemachatusmodifier

L'expression Cobra cracheur est le nom vernaculaire donné à certains serpents de la famille des Elapidae appartenant au genre Naja ou Hemachatus qui projettent leur venin à distance pour se défendre en aveuglant leur agresseur en vue de pouvoir prendre la fuite.

## Défense et attaque
Considéré au début comme une fable indienne et africaine, le crachat de venin est documenté en 1827 par Heinrich Boie.
Les cobras cracheurs projettent leur venin via des fentes situées à l'avant de leurs crochets.
Le venin n'est employé de cette manière que pour se défendre d'une espèce autre qu'un cobra (ce dernier ayant une protection au niveau des yeux) et ainsi pouvoir prendre la fuite. Le venin est projeté de manière très précise et à une grande distance (jusqu'à 3 mètres). Il est inoffensif sur une peau saine et provoque une importante inflammation des yeux et peut provoquer une cécité temporaire de quelques jours si les yeux ne sont pas lavés. Il a été recensé un cas de cécité définitive au Nigéria, mais cela reste spécifique à une espèce (le cobra à cou noir) .
L'attaque des proies reste identique aux autres cobras, qui consiste à les mordre pour leur inoculer leur venin, seule méthode de chasse efficace pour ces serpents.

## Espèces
Les cobras cracheurs appartiennent à deux genres distincts, Hemachatus (une seule espèce) et surtout une partie des espèces dans le genre Naja (13 espèces crachant du venin, les autres espèces de ce genre ne crachant pas).
Dans le genre Naja, ce sont notamment les espèces du sous-genre Afronaja (toutes les espèces dans ce sous-genre) ainsi qu'une partie des espèces du sous-genre nominal Naja qui crachent du venin. En revanche aucune espèce des sous-genres Boulangerina et Uraeus ne crache de venin. Une partie des espèces du sous-genre Naja ne crachent pas non plus de venin : N. naja et N. oxiana ne crachent pas du tout, tandis que N. kaouthia, N. atra et N. sagittifera ne sont généralement pas considérés comme des cobras cracheurs, mais certains individus ou populations chez ces trois espèces peuvent cracher du venin pour se défendre, avec cependant moins d'efficacité que les cobras cracheurs vrais.
- genre Hemachatus :
  - Hemachatus haemachatus (ringhal)
- genre Naja :
  - sous-genre Afronaja :
    - Naja nubiae (cobra de Nubie),
    - Naja pallida (cobra rouge),
    - Naja katiensis,
    - Naja nigricollis (cobra à cou noir),
    - Naja ashei,
    - Naja mossambica (cobra du Mozambique),
    - Naja nigricincta,

  - sous-genre Naja :
    - Naja siamensis (cobra du Siam),
    - Naja mandalayensis,
    - Naja sumatrana (cobra de Sumatra),
    - Naja sputatrix,
    - Naja philippinensis (cobra des Philippines),
    - Naja samarensis (cobra de Samar)